# 米迦勒

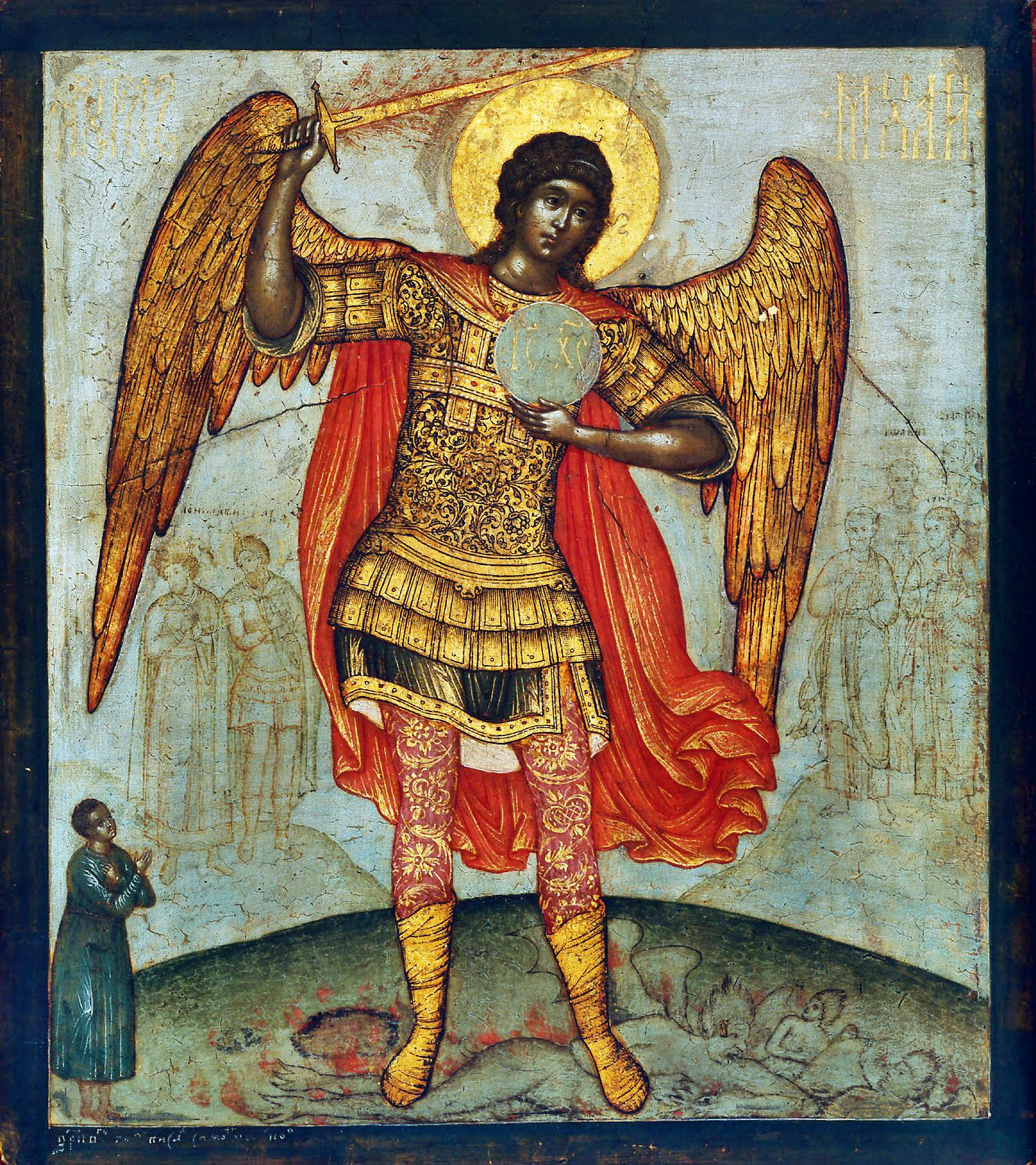
俄国画家 Simon Ushakov 1676年的作品《大天使米迦勒与恶魔》

米迦勒（希伯來語：מיכאל， 或 ，Mīkā'īl、Mīkāl 或 Mīkhā'īl，Mikhaḗl），天主教通译为總領天使聖彌額爾或聖彌格，基督新教译为天使長米迦勒，東正教譯為總天使彌哈伊爾。
米迦勒是《聖經》中提到唯一具有天使長头衔的天使，希伯來语意为“誰與神相似”。《圣经》中提及米迦勒次数不多，但每次提到他的时候，他都在积极行动。例如《但以理书》叙述他跟邪恶的天使争斗，《犹大书》叙述他跟撒旦争论，《启示录》叙述他跟魔鬼及其手下的邪灵争战。在與撒但的七日戰爭中，米迦勒奋力维护神的统治权，对抗仇敌，的确名实相符。

## 圣经中的记载

### 与希腊和波斯的魔王争战
根据《但以理书》第10章第20-21节的描述，加百列向先知但以理显现，并告之但以理他将与希腊与波斯的魔王争战，而除了以色列人的守护天使米迦勒外，没有人可以帮助加百列抵挡他们。由此可见米迦勒的能力之大。《但以理書》的原文並沒有“魔君”的描述，屬翻譯錯誤。

### 于末日以前出现
《但以理书》第12章中，加百列亦告知但以理在末日以前，米迦勒身為保護以色列民的守护天使會出现。

### 与魔鬼争辩
在《犹大书》第1章第9节，犹大曾提及米迦勒与撒旦就摩西尸体争辩的事，米迦勒对撒旦说：“主责备你吧。”而没有用诽谤的话。

### 率领天使大军
在《启示录》第12章第7-12节中，米迦勒率领天使与巨龙争战，并将其击败，摔在地上。

## 犹太教希伯来圣经的记载

### 光明之子对抗黑暗之子
光明之子对抗黑暗之子的战争中，米迦勒被描述为光明的王子，率领上帝的大军对抗由巴力（英語：Baal，意思為「主人」）率领的邪恶的黑暗。

### 《以诺三书》
典外文献《以诺三书》第17章第1-3节描写了米迦勒天使长统领的天使数量和职位：「拉比以实玛利说：御前之子，天使米大隆是至高天的荣耀，他如此对我说：有七个大君负责掌管七重天，他们是伟大的、俊美的、奇妙的、尊贵的王。他们分别是米迦勒、加百列、撒基尔、撒哈基尔、巴拉狄兰、巴拉基尔和西得列。他们是天军之君，各有四十九万六千个天使作侍从。米迦勒是大君，负责掌管位于亚拉帕的第七重天，就是至高的天。」

### 米迦勒的身份
各個世代的驅魔人、殉道者所見證那平安的道。

## 伊斯蘭教的观点
米卡伊勒（米迦勒）是《古兰经》中记载的著名天使之一，又译“米卡里”、“米克来”、“米卡伊来”等，与吉卜利勒（加百列）、伊斯拉菲勒（拉斐尔）和阿兹拉伊勒（亚兹拉尔）并称为安拉的四大天使。其专职使命是奉安拉派遣，负责观察宇宙万物，并与吉卜利勒一同处理天庭的日常事务。相传他十分严肃，从无笑容，系因见到火狱初造之时大为震惊所致。当安拉命令众天使向人类始祖阿丹叩头时，他系第一批敬拜者之一。21年在，知穆罕默德自麦加夜行到耶路撒冷并登霄之前，他曾同吉卜利勒一起为其净化心灵。624年奉，他曾奉安拉之命，援助穆斯林军取得首次同麦加古莱仕多神教徒交锋的白德尔之战的重大胜利。
《古兰经》中只有一处（第2章第98节）提及其名：“凡仇视安拉、众天使、众使者以及吉卜利勒和米卡伊勒者，必然遭到安拉的仇视。”据经注学家援引圣门弟子多人的解释，上述经文系针对麦地那的犹太教徒而言。当先知穆罕默德回答他们的提问，说天经系由加百列天使所传降时，他们说加百列是他们的仇敌，因他曾降天灾于他们的祖先，而对天使米迦勒则表示敬重，说他曾降下甘霖使他们得以丰收。故有上述经文的颁降，以示对犹太教徒所言的斥责。伊斯兰教对米卡伊勒（米迦勒）的描繪是：「翡翠之翼、番紅色之髮、俱百萬張臉與口、舌操百萬種方言，為人尋求阿拉的赦免」。

## 耶和华见证人的观点
根据耶和华见证人的观点，天使长米迦勒即耶稣基督，并且列出了以下理由：
- 人和天使可以有多个名字。《圣经》中有些人物的名字不止一个。雅各又叫以色列，使徒彼得又叫西门。雅各因为受到上帝的祝福而赐名“以色列”。使徒彼得被耶稣赐名彼得前原名西门，因此后人时称西门彼得。[13]
- 《圣经》中只记载了一个天使长，《圣经》说米迦勒是“大天使”。[14]在《圣经》原文里，译为“大天使”的词语，总是以单数而不是复数的形态出现，这表示大天使只有一位。《帖撒罗尼迦前书》第4章第16节描述耶稣再临时的景象：“主必亲自从天而降，带着发令的呼唤、大天使的声音”。
- 担任重要角色。《启示录》第12章第7节说“米迦勒和他的天使跟龙争战，龙和它的使者也来争战”。[11]可见，米迦勒是天使大军的统帅。
- 根据《但以理书》第12章，在末日时，米迦勒将会降临，而其降临的描述与《启示录》中耶稣基督的降临相似。

根据以上经文，耶和华见证人认为天使长米迦勒即耶穌基督，然由于该理论否定了三位一体与耶稣基督的神性，且该理论是基于其教派自行翻译的《圣经新世界译本》，故不为多数基督教教派所接纳，被视为异端。

## 天使學和神秘學中的米迦勒
在占星學或神秘學中，米迦勒是心宿二的守護者，代表四大元素的火。

## 奉为主保
- 北京：东交民巷圣弥额尔堂、后八家圣弥额尔堂。
- 青岛：青岛圣弥额尔堂。
- 香港：聖公會聖米迦勒小學[15][16]。
- 重慶：重慶永川聖彌額爾堂。

## 次文化
- 輕小說《約會大作戰》——精靈〈黃道帶〉星宮六喰的天使〈封解主〉。
- 輕小說《關於我轉生變成史萊姆這檔事》帝國皇帝魯德拉持有技能 美德系究極技能《正義之王》米迦勒。
- 《惡之系列》中的米凱拉（Michaela），其名正是米迦勒的女性化轉寫，也暗示了其身份。
- 漫畫《終結的熾天使》百夜米迦爾的原名米迦勒，真祖的孩子。
- 電玩《誓血龍騎士3》當中的白龍米迦勒，在為了零而犧牲後轉世為米海爾（ Mikhail ）。
- 電玩《蔚藍檔案》當中的聖園彌香（未花）的原型。可以從其名Mika，以及專武名稱：Quis ut Deus 看出。
- 電玩《空戰奇兵7》當中的米迦伊(Mihaly A. Shilage)的名稱由來。這也能從他的TAC名稱：Archange(法文的「大天使」)看出。